# Orthogonis stygia
Orthogonis stygia là một loài ruồi trong họ Asilidae. Orthogonis stygia được Bromley miêu tả năm 1931. Loài này phân bố ở vùng Tân Bắc giới.